# Adam Jones (chitarrista)
Adam Thomas Jones (Chicago, 15 gennaio 1965) è un chitarrista statunitense, cofondatore e membro dei Tool.

## Biografia

### Le origini
Originario dell'Illinois, Adam ha cominciato la sua carriera musicale suonando il violino alle scuole elementari, e continuando con il progetto Suzuki (un metodo di studio musicale che si basa sul concetto che i bambini apprendono le cose per imitazione), dove continuò a suonare il violino per tutto il suo anno da matricola alle scuole superiori, per poi passare a suonare il contrabbasso per 3 anni in un'orchestra.
Oltre a suonare nell'orchestra, Adam suonava il basso in una band chiamata Electric Sheep con Tom Morello (in seguito chitarrista dei Rage Against the Machine) alle superiori (Libertyville), e sebbene non avesse mai ricevuto tradizionali lezioni di chitarra, imparò a suonarla dall'amico.

### Gli anni successivi
Adam amava, oltre alla musica, il cinema, tanto da decidere di frequentare la Hollywood Makeup Academy, dove cominciò ad imparare a truccare, e ad esprimere la sua passione per la scultura e per il design di effetti speciali.
Dopo la laurea, andò a lavorare al "The Character Shop" di Rick Lazzaroni. Rimase lì per 1-2 anni, e lavorò per uno show TV chiamato "Monsters". Progettò e costruì un costume da Morte ed una testa di Zombie conficcata su un palo (più tardi usata nel film "Ghostbusters 2").
Lavorò inoltre in diverse pubblicità: un condimento per insalate (non andò mai in onda), il mordente Olympic Paints & Stains (trucco da Albert Einstein), Duracell (Boxers e Taxi).
Partecipò inoltre a A Nightmare on Elm Street, Part 5, per il quale fece il make up di Freddy Kruger nell'utero, e Ghostbusters 2. Dopo di che andò da Stan Winston. Qui lavorò su Predator 2, dove scolpì un pezzo unico: un teschio per l'interno dell'astronave di Predator.
Adam lavorò per altre grosse produzioni hollywoodiane facendo makeup e progetti del set, inclusi Jurassic Park, Terminator 2 e Predator 2; aiutò anche i Green Jelly coi loro costumi.
Oltre ad essere il chitarrista dei Tool crea e produce tutti i video musicali del gruppo, girati con la tecnica di animazione stop-motion, dove mette a frutto la sua fantasia.
Da una intervista dell'agosto 2006 sul periodico Decibel Magazine si apprende che Adam Jones sta portando avanti alcune collaborazioni extra-Tool: si profila, infatti, un album realizzato insieme a Robert Fripp, e sembra imminente la registrazione di un lavoro insieme a Terry Bozzio e Buzz Osborne dei Melvins.
Jones ha realizzato l'artwork per gli album Ramagehead (2019) e Screamnasium (2022) della band internazionale O.R.k. Nel 2025, ha collaborato con la WWE per la composizione delle theme song di Penta e Rey Fenix.

## Discografia

### Con i Tool
- 1991 – 72826 (demo)
- 1991 – Opiate (EP)
- 1993 – Undertow
- 1996 – Ænima
- 2001 – Lateralus
- 2006 – 10,000 Days
- 2019 – Fear Inoculum

### Collaborazioni
- 2001 – Melvins – Colossus of Destiny (sintetizzatore e sampler)
- 2002 – Melvins – Hostile Ambient Takeover (sintetizzatore Virus)
- 2002 – Artisti Vari – Verve // Remixed (chitarra nel brano Strange Fruit (Tricky Remix) di Billie Holiday)
- 2004 – Jello Biafra with The Melvins – Never Breathe What You Can't See (chitarra nei brani Islamic Bomb, Caped Crusader, Enchanted Thoughtfist e Dawn Of The Locusts)
- 2004 – Melvins + Lustmord – Pigs of the Roman Empire (chitarra)
- 2005 – Jello Biafra with The Melvins – Sieg Howdy! (chitarra nei brani Lessons In What Not To Become, Kali-Fornia Uber Alles 21st Century (Live), Dawn Of The Locusts (March Of The Locusts Deadverse Remix By Dalek), Enchanted Thoughtfist (Enchanted Al Remix) e Caped Crusader (Subway Gas/Hello Kitty Mix))
- 2008 – Lustmord – [Other] (chitarra nei brani Godeater, Dark Awakening e Er Ub Us)
- 2008 – Melvins – Star Spangled Banner (singolo) (chitarra)
- 2009 – Isis – Wavering Radiant (chitarra nel brano Hall Of The Dead, tastiere nel brano Wavering Radiant)
- 2009 – Lustmord – [Other Dub] (EP) (chitarra, artwork)